# ARN-polimerase II

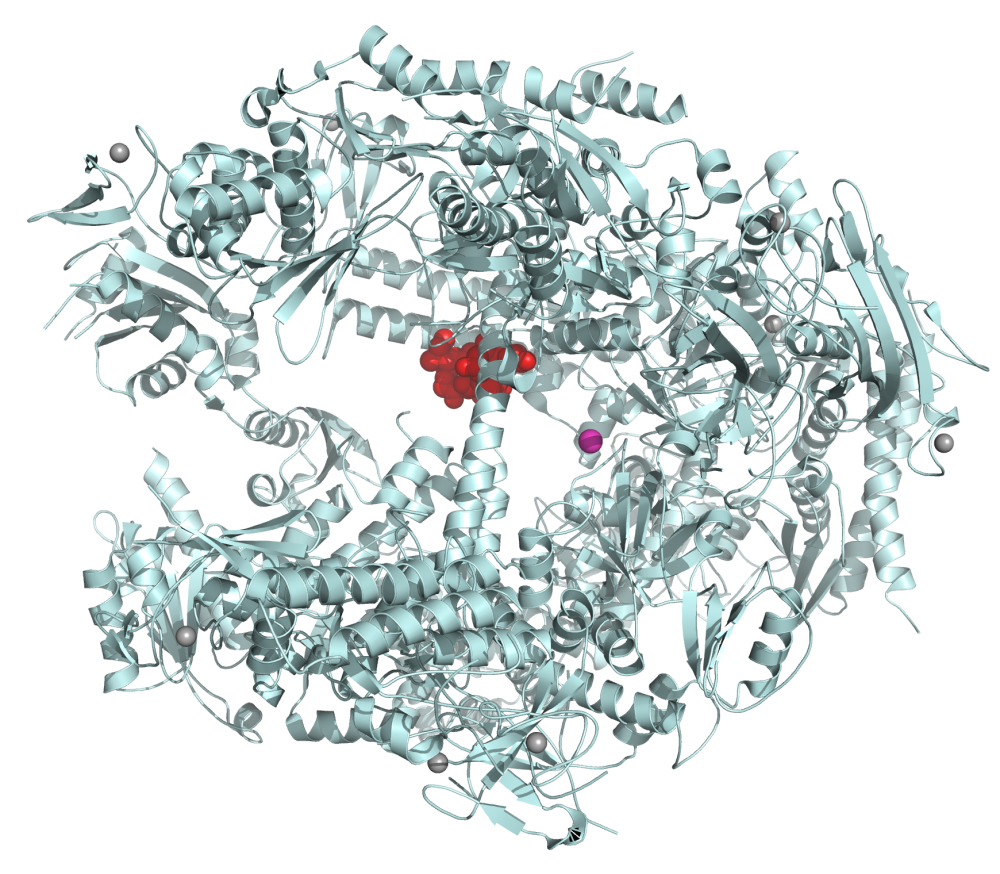
Estrutura de uma RNA polimerase II de um organismo eucariótico.

A RNA-polimerase II transcreve todos os genes codificantes de proteínas, para os quais o transcrito final é o mRNA, e transcreve alguns snRNA.